# Macarena Aguilar
Macarena Aguilar Díaz (Bolaños de Calatrava, 12 marzo 1985) è una pallamanista spagnola.
In forza alla SD Itxako squadra del campionato spagnolo e della nazionale, con la quale ha ottenuto importanti risultati a livello internazionale, il primo ai XV Giochi del Mediterraneo di Almería dove ottiene l'oro assieme alle compagne di squadra.
AI campionati europei del 2008 la compagine spagnola raggiunse la finale, dopo aver battuto la Germania nella semifinale, conquistando l'argento. Tre anni dopo ai Mondiali tenutisi in Brasile si aggiudica il bronzo iridato. La stessa medaglia viene vinta anche in occasione dei Giochi della XXX Olimpiade di Londra 2012.